# Sportfreunde Hamborn 07
Sportfreunde Hamborn 07 is een Duitse voetbalclub, uit Hamborn, een stadsdeel van Duisburg.

## Geschiedenis
De club kwam in 1907 tot stand na een fusie tussen Ballspiel-Club Hamborn dat in 1903 werd opgericht en SV Marxloh en nam zo de naam SV Hamborn 07 aan. Na een fusie in 1954 met Sportfreunde Hamborn werd de huidige naam Sportfreunde Hamborn 07 aangenomen.
Tijdens de jaren 30 was de club een van de topclubs van het Ruhrgebied. In 1933 nam de club voor het eerst deel aan de eindronde om het West-Duitse kampioenschap maar verloor van FC Schalke 04. Het volgende seizoen werd de Duitse competitie grondig veranderd onder impuls van het Derde Rijk en zo kwam de Gauliga tot stand. Hamborn werd in de Gauliga Niederrhein ingedeeld. In het eerste seizoen eindigde de club derde met één punt achterstand op VfL Benrath en Fortuna Düsseldorf. De club had meestal concurrentie van deze clubs. Het duurde tot 1941/42 vooraleer Hamborn de titel kon winnen. Hierdoor plaatse de club zich voor de eindronde om de Duitse landstitel en speelde in de voorronde tegen Werder Bremen. Thuis speelde de club voor 20 000 toeschouwers gelijk maar in de replay in Bremen ging de club zwaar onderuit (1-5). In 1943 fusioneerde de club met Union 02 Hamborn en werd zo KSG 07/Union Hamborn. Na een negende plaats in 1944 werd het seizoen 1944/45 niet afgemaakt omwille van het einde van de Tweede Wereldoorlog. Hierna gingen beide clus weer hun eigen weg.
Op 26 december 1952 speelde de club in de DFB-Pokal tegen FC St. Pauli en won met 4-3. Het was de eerste voetbalwedstrijd die op de Duitse televisie werd uitgezonden. In de jaren 50 en 60 was de club een liftploeg tussen de eerste en tweede klasse van de Oberliga West. In 1961 bereikte de club de halve finale van de DFB-Pokal en verloor daar met 1-2 van 1. FC Kaiserslautern.
Hierna zakte de club weg naar de Bezirksliga en kon pas eind jaren zeventig terug op hoger niveau spelen. In de jaren 80 speelde de club nog in de Oberliga (derde klasse). De club speelde een aantal jaar in de Landesliga Niederrhein en promoveerde in 2012 naar de Oberliga Niederrhein, de vijfde klasse, maar kon daar het behoud niet verzekeren. In 2014 degradeerde de club naar de Bezirksliga. Na drie seizoenen keerde de club terug, maar kon het behoud niet verzekeren. In 2019 promoveerde de club opnieuw naar de Landesliga.

## Erelijst
Gauliga Niederrhein
1942